# Poent
Poent of Punt, ook wel Land van Poent of Ta Netjer (land van god), is een mythisch land dat in diverse reisverslagen en religieuze teksten uit het oude Egypte wordt vermeld. Historici plaatsen Poent in het hedendaags Somalië. De oude Egyptenaren zagen het Land van Poent als een heilig land en "land van de goden", wat door oudere egyptologen werd uitgelegd als "land van de voorouders".

## Geschiedenis

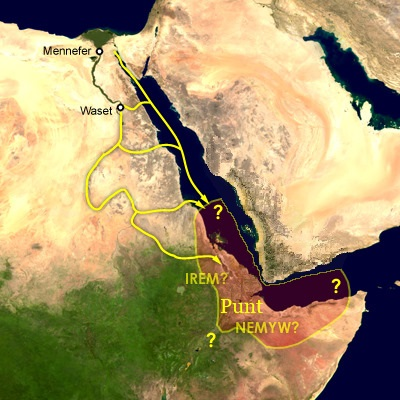
Vermoedelijke locatie rond de Rode Zee en de belangrijkste handelsroutes. Waset is Thebe, Mennefer is Memphis.

Het land Poent werd nooit door de Egyptenaren veroverd. De expedities naar Poent zijn de bekendste en vonden in koninklijke staatsopdracht plaats.
De oudst bekende expeditie naar het Land van Poent werd door koning Sahoere (5e dynastie van Egypte) georganiseerd. Dit wordt vermeld op de Steen van Palermo.
Ten tijde van Pepi II werd een pygmee vanuit Poent naar Egypte gebracht.
Ook onder Mentoehotep II, Mentoehotep III (11e dynastie), Amenemhat II en Senoeseret II (12e dynastie) vonden expedities plaats.
De meest beroemde is de expeditie tijdens de regeerperiode van de vrouwelijke farao Hatsjepsoet (18e dynastie) die bedoeld was om Egyptische goederen te ruilen voor goud, mirre, wierook, ivoor, ebbenhout en huiden van roofkatten. Ook werden 31 bomen mee teruggenomen naar Thebe om aan de god Amon-Re te presenteren en te herplanten bij Hatsjepsoets dodentempel in Deir el-Bahri. In de tempel van Hatsjepsoet zijn in de zuidelijke 'hal met de Poentreliëfs' (ca. 1470 v. Chr.) op een aantal reliëfs afbeeldingen van Poent te zien met ronde paalwoningen: huizen in de vorm van bijenkorven, op palen gebouwd. Verder zijn er palmen, bavianen, neushoorns en giraffen. Ook zijn zeeschepen afgebeeld, en de vorst van Poent met zijn vorstin.
De laatst bekende expeditie vond plaats ten tijde van Ramses III (20e dynastie).

## Locatie
Poent ligt ergens in het grote gebied van Oost-Afrika. Somalië wordt als de meest voor aan de hand liggende locatie gezien. Er wordt ook gezocht in de Hoorn van Afrika (Ethiopië, Eritrea, Djibouti en Somalië). Archeologische bewijzen zijn echter nog niet gevonden. De naam Puntland, een provincie van Somalië, is van de naam Poent afgeleid.